# Euphrasia grossheimii
Euphrasia grossheimii là loài thực vật có hoa thuộc họ Cỏ chổi. Loài này được Kem.-Nath. mô tả khoa học đầu tiên năm 1956.